# Castrillo del Val
Castrillo del Val è un comune spagnolo di 786 abitanti situato nella comunità autonoma di Castiglia e León.